# Movimento francescano italiano
Il Movimento francescano Italiano è l'organizzazione che raggruppa tutte le espressioni della Famiglia francescana, religiose e laicali, presenti in Italia, favorendo la reciproca conoscenza e la collaborazione in vista della comune testimonianza cristiana.

## Storia
Il Mofra nasce da un percorso di incontro, conoscenza, fraternità e collaborazione voluto dai Ministri provinciali italiani delle tre famiglie del Primo Ordine francescano e del Terz’Ordine Regolare e definito in un incontro congiunto tenuto ad Assisi l'8 marzo 1972. L'idea si concretizzò in due cicli di "Incontri di vita e fraternità" - tenuti nella stessa Città Serafica tra il settembre 1972 e il marzo 1974 - che coinvolsero circa quattromila frati.
L'iniziativa provocò le religiose di vita attiva (o apostolica) di ispirazione francescana che nel 1973 fondarono il Movimento religiose francescane (Morefra) con lo scopo «di promuovere fra gli Istituti aderenti una conoscenza reciproca più approfondita, una sincera fraternità e una collaborazione che permetta di vivere l'unità del carisma francescano nella molteplicità delle espressioni proprie di ciascun istituto». 
Anche le clarisse, sulla scia delle celebrazioni dell'VIII Centenario della nascita di san Francesco (1982) e di quello di santa Chiara (1993), svilupparono particolari rapporti di comunione e collaborazione all'interno del Movimento al quale aderì anche l'Ordine Francescano Secolare.

## Composizione
«Il Mofra è costituito da:
- i frati del Primo Ordine (Ofm, Ofm conv, Ofm cap);
- le monache del Secondo Ordine (clarisse, Clarisse Urb, Clarisse Cap), tenuto conto della loro condizione di claustrali;
- i frati e le monache del Terzo Ordine Regolare (Tor);
- le religiose degli Istituti femminili appartenenti al Movimento religiose francescane (Morefra);
- i fratelli e le sorelle dell'Ordine Francescano Secolare (Ofs) e della Gioventù francescana (Gifra);
- i membri degli Istituti secolari d'ispirazione francescana (Isf)»[2]